# ديك سوتون
ديك سوتون هو سياسي كندي، ولد في 31 مارس 1901 في كندا، وتوفي في 1982 في تورونتو في كندا. حزبياً، نشط في حزب أونتاريو المحافظ التقدمي. وقد انتخب عضو برلمان مقاطعة أونتاريو.